# Église du Corpus Domini de Venise
Pour les articles homonymes, voir Église du Corpus Domini.
L'église du Corps du Seigneur (en italien : Chiesa del Corpus Domini) fut une église catholique de Venise, en Italie. Elle fut détruite en 1810 pour faire place à la Gare de Venezia Santa Lucia.

## Localisation
L'église était située dans le sestiere de Cannaregio. Un détail de la carte Merian de 1635 montre la Corpus Domini sur la rive nord du Grand Canal, pratiquement en face de l'ancienne église San Simeon, sur la rive sud.

## Historique
Couvent créé en deuxième moitié du XIVe siècle par l'abbesse Lucie Tiepolo de l'abbaye Sant'Apostolo dans le lagon, qui eut une vision lui révélant qu'elle devait bâtir une nouvelle église à Venise. Elle trouva un terrain sur la pointe nord-ouest de la ville et obtint des fonds de Francesco Rabia, un noble. Deux pieuses jeunes filles, Isabetta et Andreola Tommasini eurent des visions leur révélant qu'elles devaient construire une église dans le même lieu et leur confesseur, Giovanni Dominici qui eut la même vision, les aida à obtenir la permission du pape Boniface IX. 
Lucie Tiepolo devint la première prieure du nouveau couvent et changea l'ordre bénédictin en ordre dominicain. Le couvent fut consacré en 1394. Le complexe fut détruit par une tornade en 1440, puis reconstruite et reconsacré par saint Lorenzo Giustiniani en 1444. 
Le corps de Sainte Lucie a été mis au Corpus Domini pendant le XVe siècle, pendant qu'on construisit sa propre église à proximité. Son départ en 1476 provoqua une révolte chez les nonnes.
Le monastère fut mis sous direction des dominicains jusqu'en 1534, puis mis sous tutelle du Siège Apostolique et en 1560 soumis aux Patriarches de Venise. 
Le couvent des Sœurs de la pénitence de Saint Dominique à Venise, son église et les jardins potagers ont été démolis en 1810 pour faire place aux bureaux de la compagnie ferroviaire.
Deux autels avec des peintures de Visentini ont été récupérés et apportés à l'église San Pietro di Castello. Un modèle de la façade et une impression se trouvent dans le musée Correr. 
Canaletto a peint la Corpus Domini avec l'église de Santa Croce, aussi démolie.